# スチュアート・テイラー
スチュアート・テイラー（Stuart Taylor, 1980年11月28日 - ）は、イングランド・ロムフォード出身のサッカー選手。ポジションはゴールキーパー。

## 経歴
2005年の夏にアーセナルFCから他クラブへのレンタルを経て2005-06シーズンアストン・ヴィラFCに移り、2009-10シーズンからはマンチェスター・シティFCへ移籍。

### リーズ
2014年7月3日、リーズ・ユナイテッドAFCに移籍した。

### サウサンプトン
2016年8月26日、サウサンプトンFCに移籍した。

## 所属クラブ
- アーセナルFC 1997-2005

→ ブリストル・ローヴァーズFC 1999 (loan)
→ クリスタル・パレスFC 2000 (loan)
→ ピーターバラ・ユナイテッドFC 2001 (loan)
→ レスター・シティFC 2004-2005 (loan)
- アストン・ヴィラFC 2005-2009

→ カーディフ・シティFC 2009 (loan)
- マンチェスター・シティFC 2009-2012
- レディングFC 2012-2014

→ ヨーヴィル・タウンFC 2013 (loan)
- リーズ・ユナイテッドAFC 2014-2015
- サウサンプトンFC 2016-2018

## タイトル
クラブ
 アーセナルFC
- プレミアリーグ 2001-02
- FAカップ 2003
- コミュニティーシールド 1999, 2002

 マンチェスター・シティFC
- FAカップ 2010-11